# The Essence of Silence
The Essence of Silence è un singolo del gruppo musicale olandese Epica, pubblicato il 4 aprile 2014 come primo estratto dal sesto album in studio The Quantum Enigma.

## Descrizione
Terza traccia di The Quantum Enigma, The Essence of Silence è un brano caratterizzato da sonorità symphonic metal e melodic death metal intrecciate a influenze djent.

## Video musicale
Gli Epica hanno pubblicato un lyric video per il brano, ma non un vero e proprio videoclip. Ciò nonostante, il 20 agosto 2015 è uscito sul loro canale YouTube un video dal vivo ufficiale girato da Jens De Vos durante una delle date del tour in supporto a The Quantum Enigma.

## Tracce
Testi di Mark Jansen, musiche di Ariën van Weesenbeek e degli Epica.
Download digitale
1. The Essence of Silence – 4:47

Download digitale – Live @ AB
1. The Essence of Silence (Live @ AB) – 4:58